# Јанжева Гора
Јанжева Гора (словен. Janževa Gora) је насељено место у општини Селница об Драви, Подравска регија, Словенија.

## Историја
До територијалне реорганизације у Словенији била је у саставу старе општине Руше.

## Становништво
У попису становништва из 2011. године, Јанжева Гора је имала 454 становника.
| Број становника према пописима | Број становника према пописима | Број становника према пописима |
| ------------------------------ | ------------------------------ | ------------------------------ |
| 1991                           | 2002                           | 2011                           |
| 388                            | 444                            | 454                            |

Напомена: Године 1971. смањен за део насеља који је са издвојеним деловима из насеља Згорња Селница и Сподња Селница спојен у ново самостално насеље Селница об Драви.